# Grevillea armigera
Espèce
Classification phylogénétique
Grevillea armigera est une espèce des plantes à fleurs de la famille des Proteaceae. Elle est endémique du sud-ouest de l'Australie-Occidentale en Australie.
C'est un arbuste élancé de 1 à 3,5 m de haut. Les feuilles sont petites et piquantes. Les fleurs, vertes, jaunes, noires ou rouges sont présentes du début de l'hiver à la fin de l'été (juin à février).
On le trouve dans les sols sablonneux des forêts clairsemées de la partie nord de la Wheatbelt entre Buntime et Dowerin.